# 기독교 상징주의

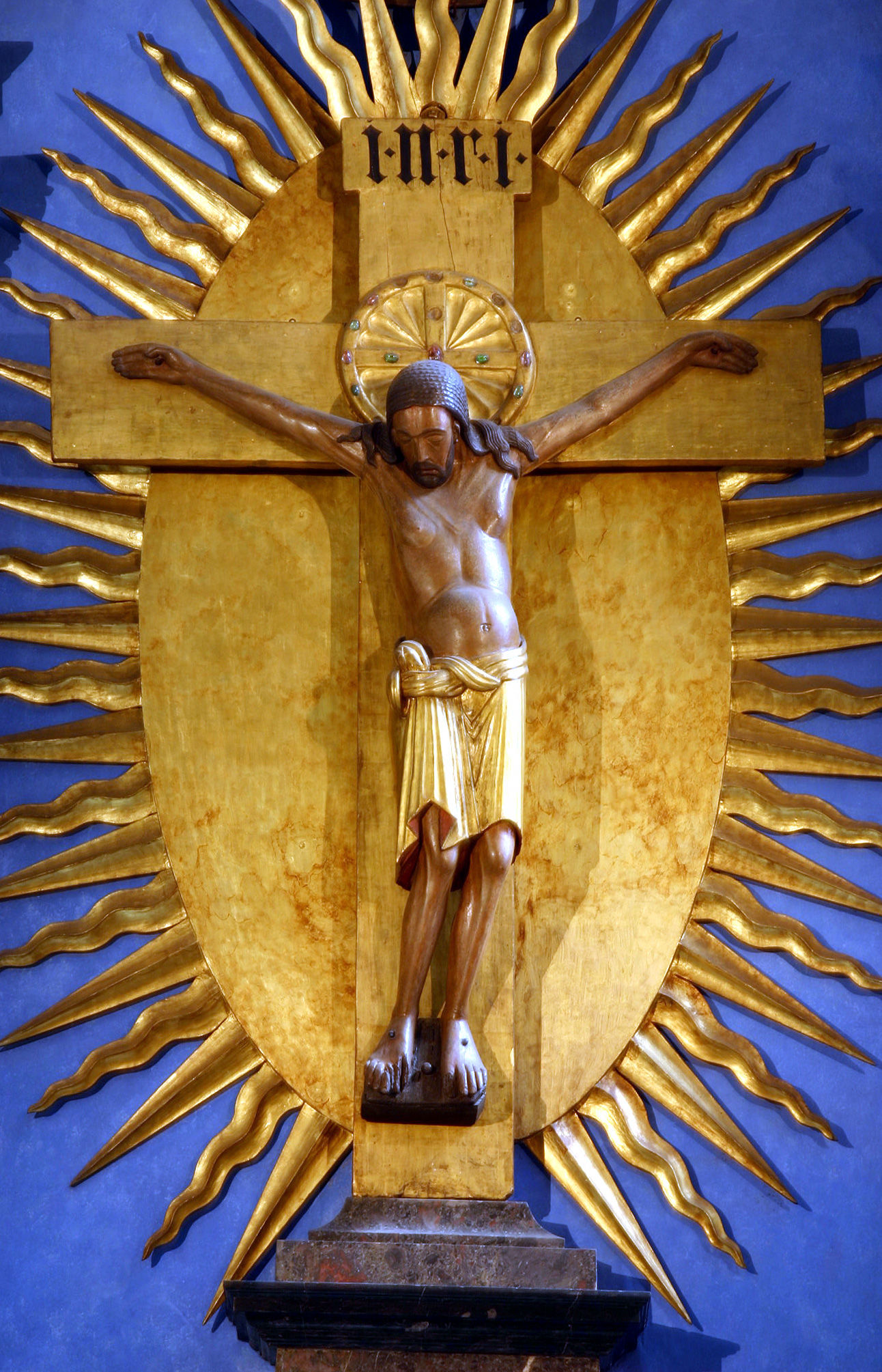
오직 맨손으로 십자를 사용하는 일부 개신교 교단과는 대조적으로. 루터주의 가톨릭 교회, 동방 정교회, 성공회에서 사용하는 기호인 신체와 함께 있는 십자, 십자상.

기독교 상징주의는 기독교에서의 원형, 행위, 작품 또는 사건을 포함한 상징의 사용이다. 이는 기독교의 발상을 표현하는 내면의 의미와 함께 개체 또는 조치를 투자한다.

### 십자와 십자상

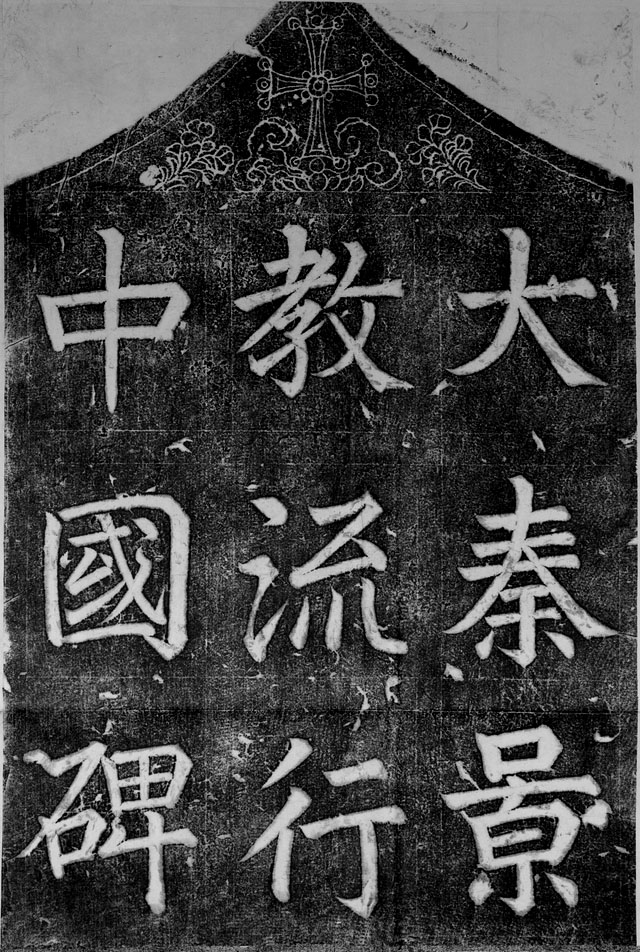
"大秦景教流行中国碑"라고 새겨진, 비문 위의 십자가를 보여주는, 베이징에서 약 AD 781년에 건립된 기독교 기념물, 대진경교유행중국비의 선두.

### 이크티스

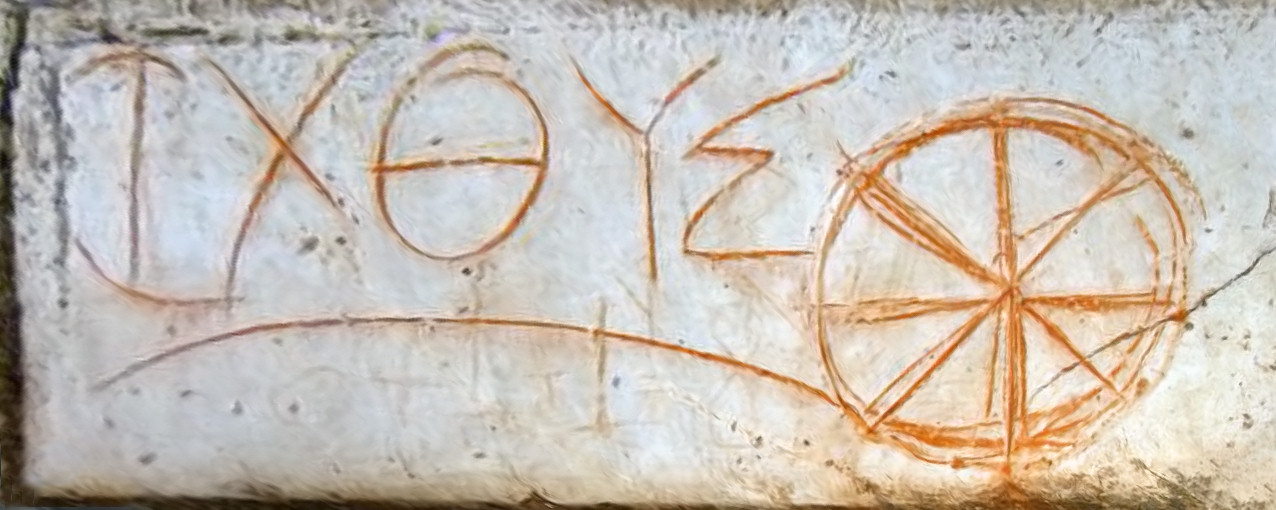
고대 에페소스에서의 이크티스

### 알파와 오메가 Α Ω

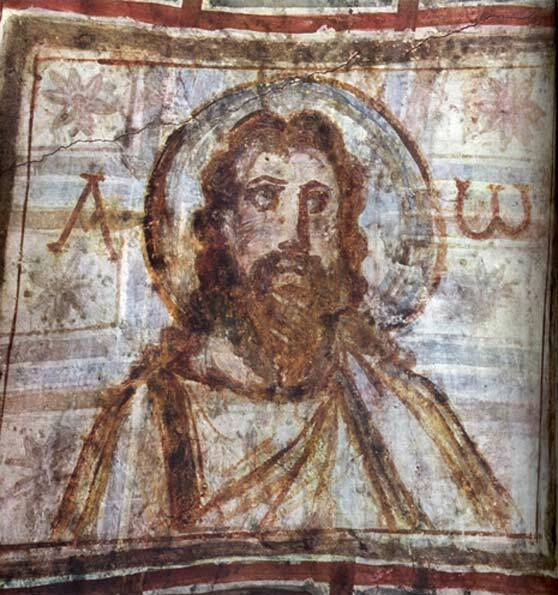
4세기 로마의 지하 묘지 속 알파와 오메가 문자로 묘사된 예수

## 초기 기독교 상징

### 스타우로그램

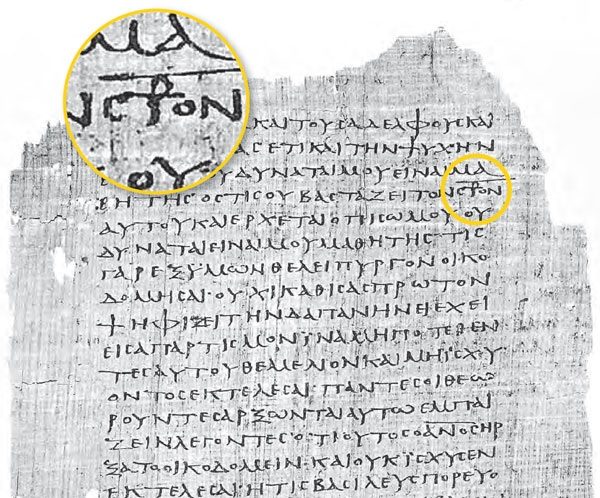
(루카 14:27) 속 단어 교차를 나타내는, 2세기 파피루스 보드메르 XIV-XV에서 사용된 스타우로그램

스타우로그램 (그리스어 σταυρός, i.e. cross에서 유래된 십자가의 모노그램을 뜻한다), 또는 모노그램 십자 또는 타우로 상징은 로 (Ρ)에 겹쳐진 타우 (Τ)로 구성되어 있다. 스타우로그램은 거의 성명 축사처럼, P66, P45와 P75과 같은 초기 신약 사본 속 십자가를 뜻하는 그리스어 단어를 축약하는 데 처음 사용되었다.

### 카이 로

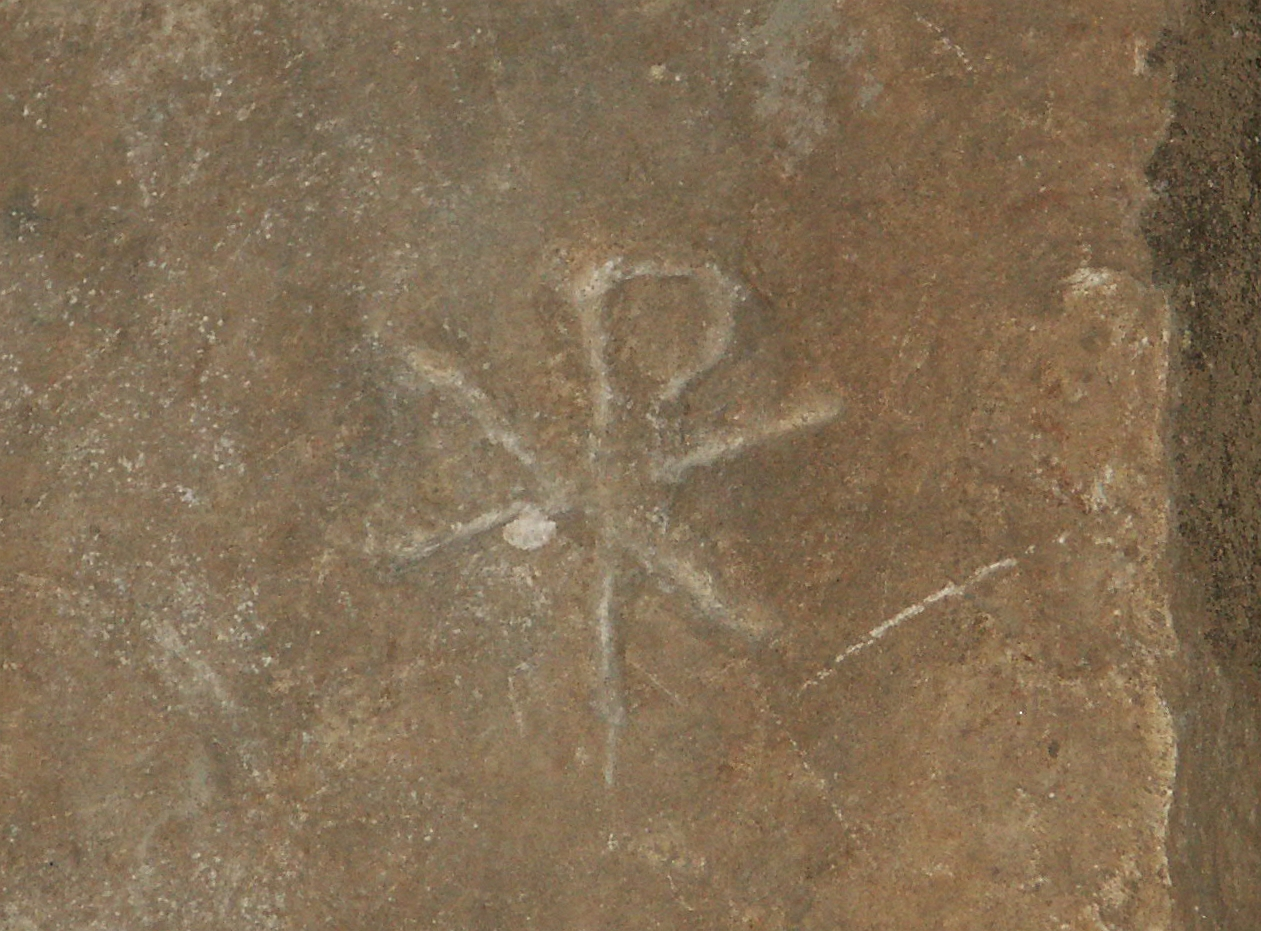
로마, 산 칼리스토의 카타콤베, 카이로 상징 ☧

### IH 모노그램
가끔 다른 하나, 또는 그리스어 ΙΗ의 숫자 값 18을 겹치는, 그리스어로 예수의 이름의 첫 두 글자인 이오타 (Ι)와 에타 (Η)는 그리스도를 표현하기 위한 잘 알려진 초기 방법이었다. 이 기호는 이미 바나바의 편지와 알렉산드리아의 클레멘스에 의해 설명되었다. 이러한 IHS와 같은 다른 크리스토그램은 크리스토그램 기사를 참조.

### IX 모노그램

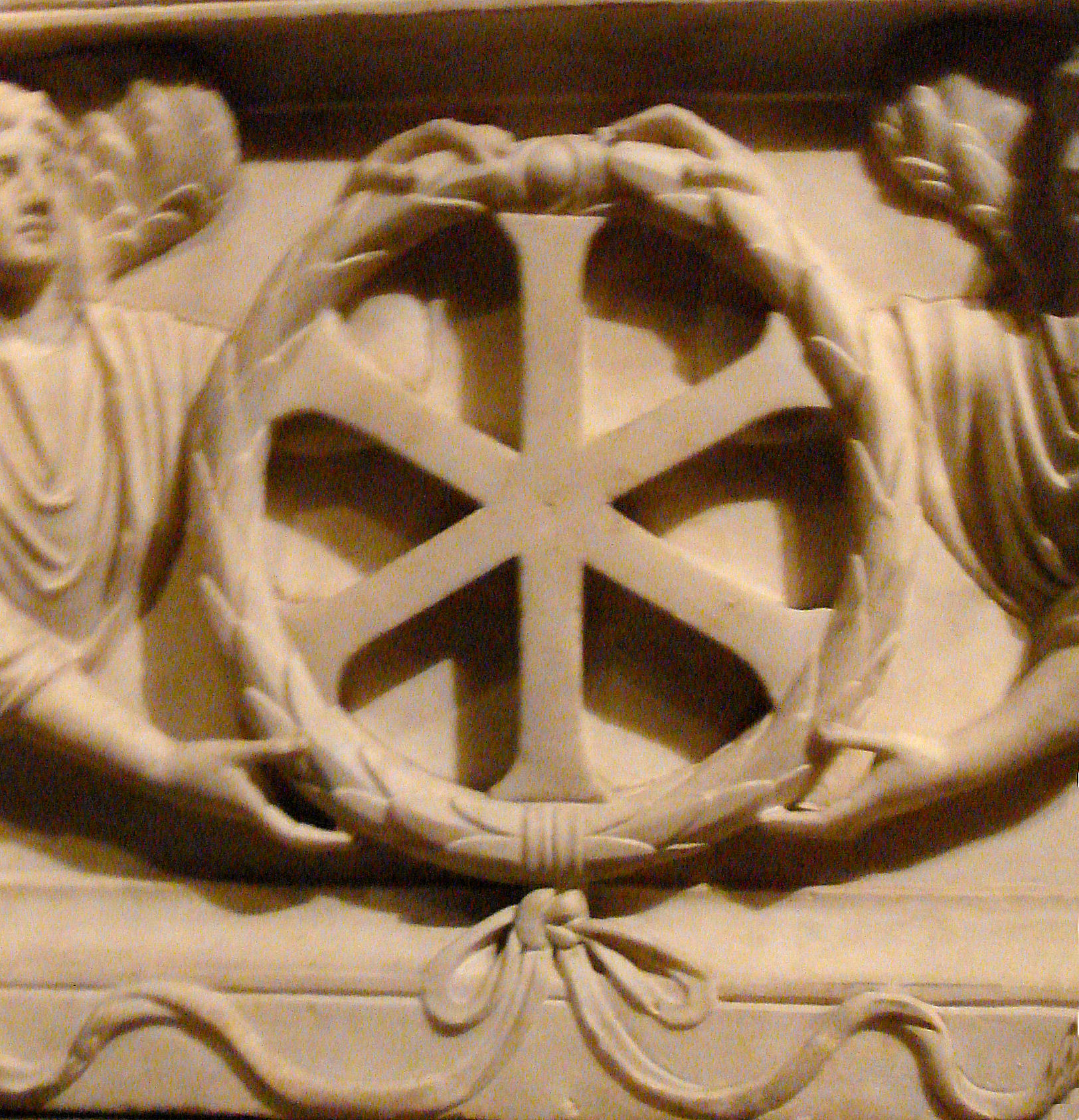
콘스탄티노플 4세기 사르코파구스에서 IX 모노그램

팔레스타인 초기 기독교 납골당에 있는 그리스도의 모노그램의 초기 형태는, 예수와 그리스도에 대한 그리스어 단어의 첫 (대)문자를 겹쳐 형성되었으며, 이오타 Ι와 카이 Χ, 즉 "예수 그리스도"를 뜻하는 모노그램이다.:166 이 모노그램의 또 다른 더 복잡한 설명은 이레네오와 파코미우스에 의해 주어졌다: 이오타의 숫자 값은 10이고 카이는 8글자이며, 이런 초기의 교부가 이름 "예수" (IHΣΟΥΣ) (10+8+200+70+400+200)의 문자의 값의 합이고, 이미 예수를 표현하는 것으로 알려진 수인 888 ((10*8)*10)+((10*8)+8)로 계산했던 단어 "그리스도" (고대 그리스어: ΧΡΕΙΣΤΟΣ [sic]; 바른 철자: ΧΡΙΣΤΟΣ)의 첫 글자이기 때문이다.:169–170

### 선한 목자

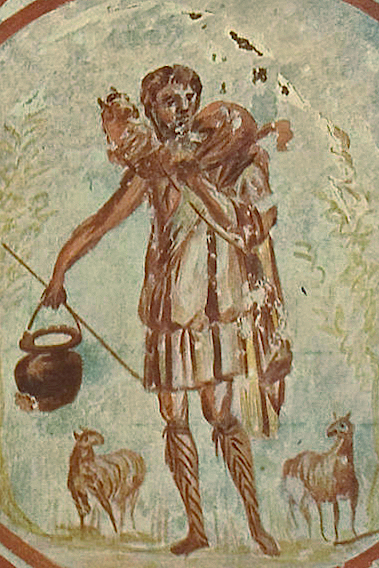
산 칼리스토의 카타콤베에 있는 착한 목자의 3세기 그림.

### 비둘기

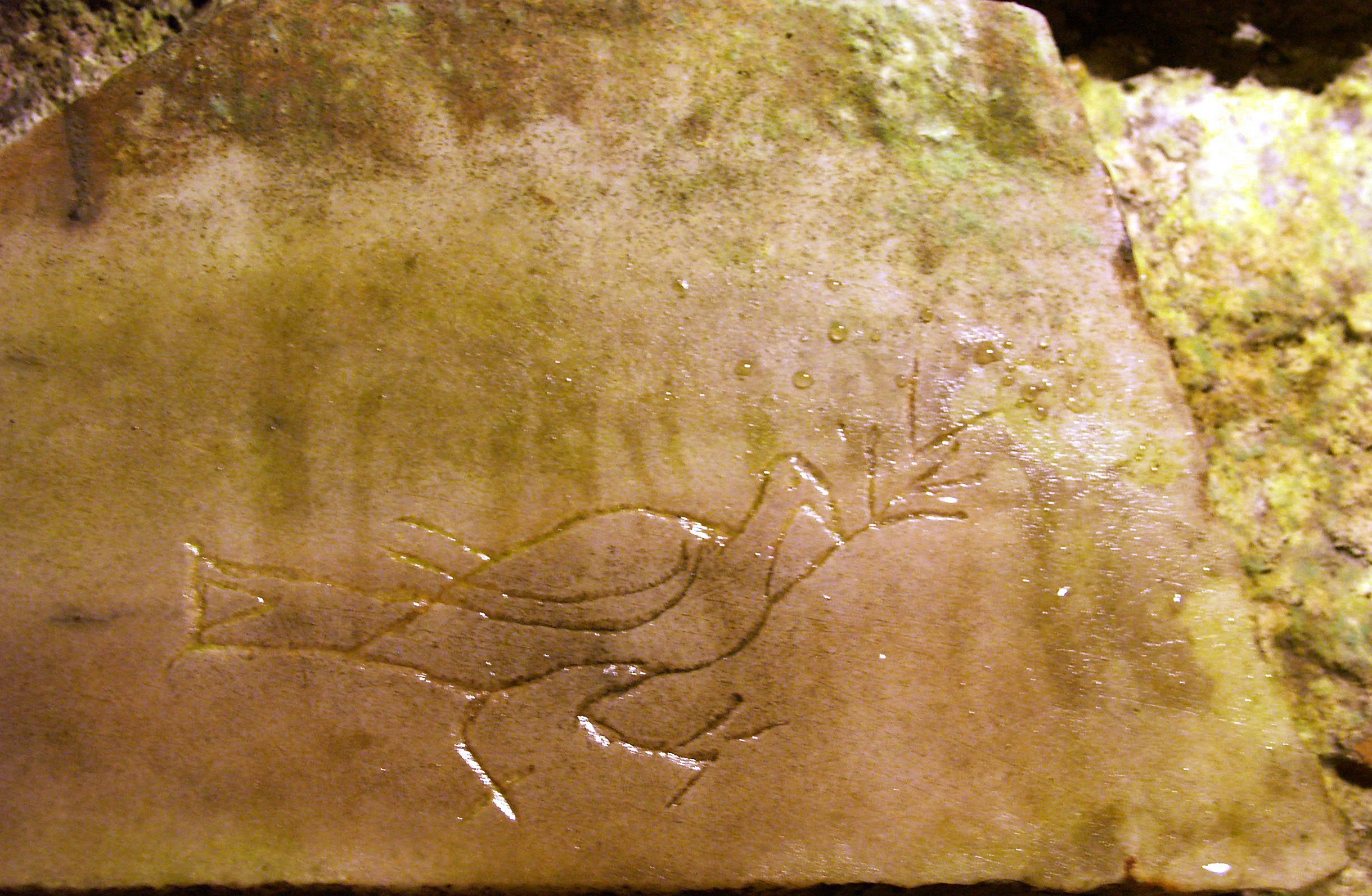
로마, 도미틸라의 순도자묘굴, 올리브 가지와 비둘기.

## 기타 기독교 상징

### 수공작

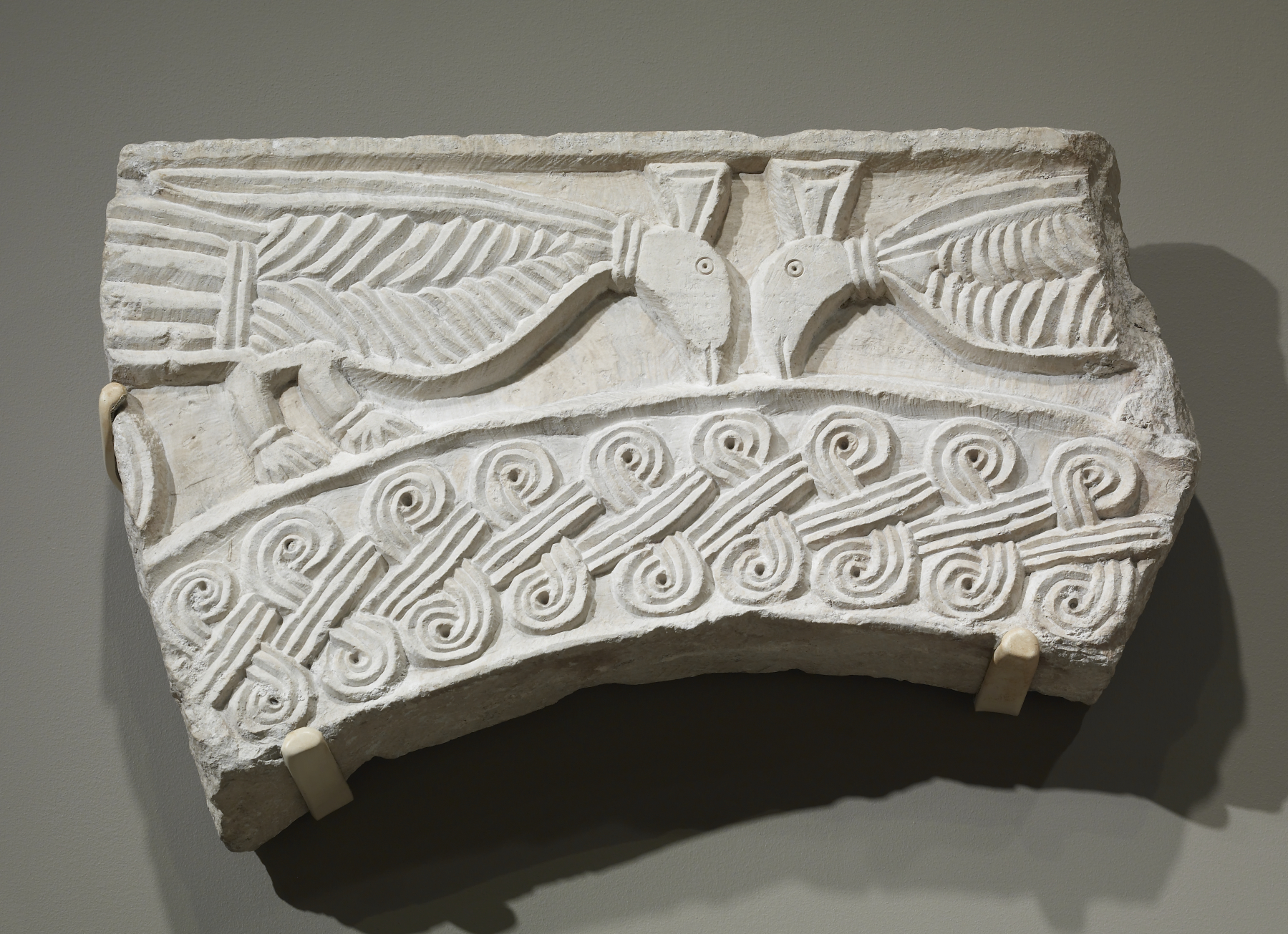
이탈리아에 있는 교회 8세기 닫집의 조각 위, 천국과 불멸을 상징하는 두 공작.

고대 그리스인들은 공작의 육체가 죽은 후에 부패하지 않는 것으로 생각하여, 불멸의 상징이 되었다. 이 상징은 초기 기독교에 의해 채택되었다. 따라서 많은 초기 기독교 그림과 모자이크 공작을 보여준다. 공작은 여전히 특히 동쪽에서 부활절 기간에 사용된다.
공작의 꼬리 깃털에 "눈"은 모든 것을 보는 하느님과 - 일부 해석에서는 - 교회를 상징한다. 꽃병에서 마시는 공작은 영원한 생명의 물을 마시는 기독교 신자의 상징으로 사용된다. 하나는 태양, 달과 별 점선 하늘의 둥근 천장으로 많은 "눈"과 꼬리를 해석하면 공작은 우주를 상징 할 수 있다. 공작은 낙원과 생명의 나무와 연관시킨 페르시아와 바빌로니아의 상징, 채택함으로써, 새가 다시 불멸와 연결되어 있다. 기독교 도상에서 공작은 종종 생명의 나무 옆에 묘사되어 있다.

### 사다새(펠리칸)

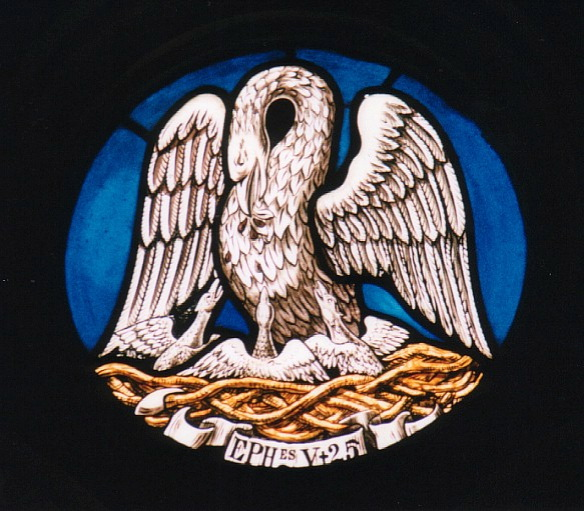
자해하고 있는 펠리칸.

### 닻
닻이 고대에 안전의 상징으로 간주 되었기 때문에 그리스도인들은 미래의 존재에 희망의 상징으로 닻을 채택했다. 그리스도인들에게, 그리스도는 그를 믿는 모든 사람들: 성 베드로, 성 바오로, 그리고 이런 관점으로 말하는 초대 교회의 교부들 중 일부의 끊임없는 희망이다. 히브리인들에게 보낸 편지 6:19-20은 처음으로 닻의 상징과 희망의 발상을 연결한다.

### 토끼풀

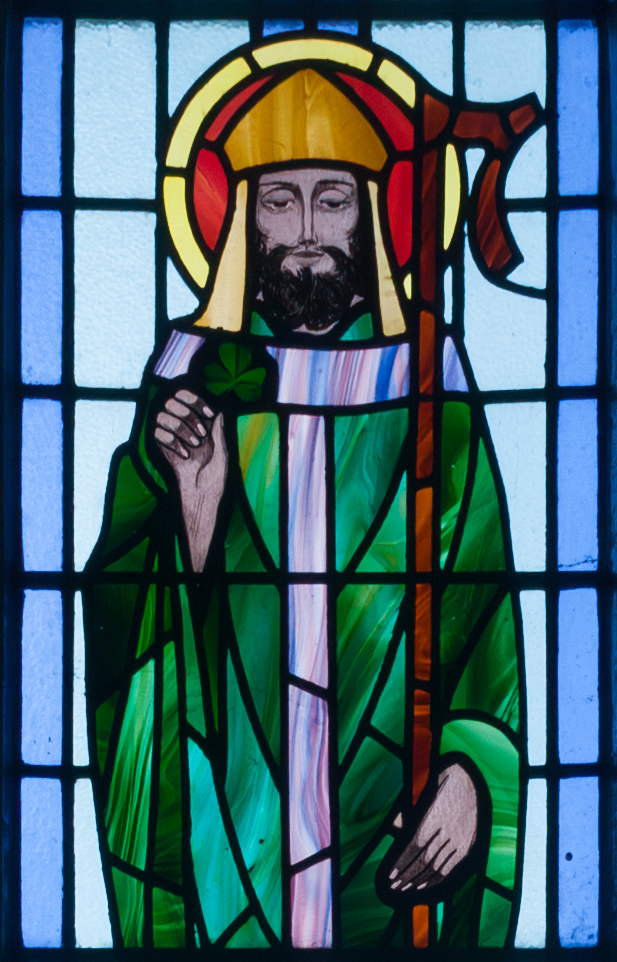
성 패트릭이 세인트 베냉 교회의 스테인드 글라스 창문의 세부면에 토끼풀과 함께 묘사되어 있다.

전통적으로, 토끼풀은 5세기에 아일랜드를 기독교화할 때 삼위일체의 기독교 교리를 설명하기 위해 성 파트리치오에 의해 사용된 것으로 알려져 있다.

### 원소 상징
원소 상징은 널리 초대 교회에 의해 사용되었다. 물은 그리스도인들에게 특정 상징적인 의미가 있다. 세례 이외의 물은 정화 또는 순도를 나타낼 수 있다. 화재, 특히 촛불 불꽃의 형태는, 성령과 빛 모두를 나타낸다. 이러한 기호의 근원은 성경에서 파생했다; 예를 들면 오순절에 성령을 상징하고, 세상의 빛으로 그의 추종자의 예수의 설명에서 화재의 방언; 또는 Hebrews 12에서 발견되는 하느님은 다 태워 버리는 불이시다.

### 백합 십자상

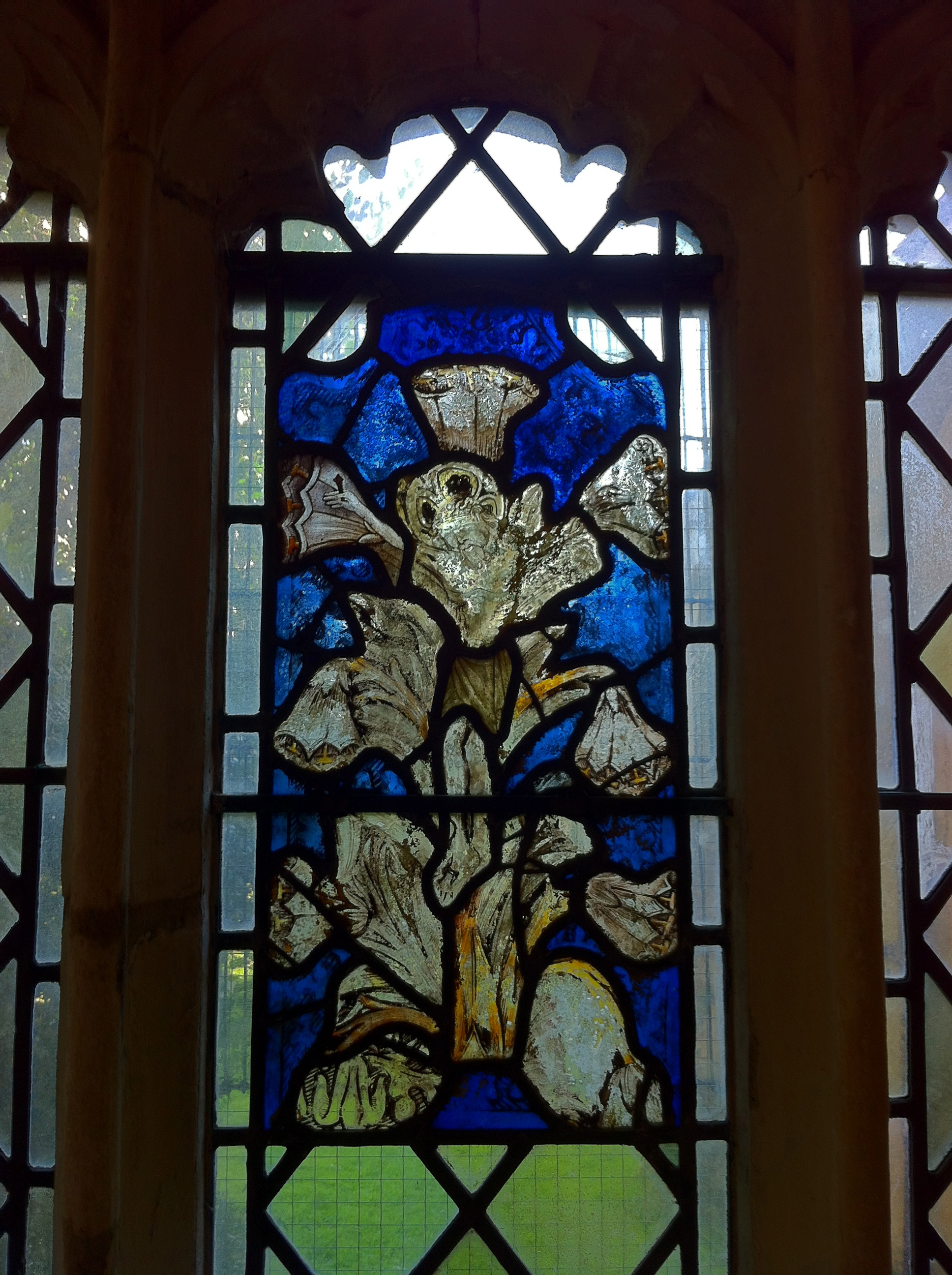
서퍽, 롱 멜포드, 성삼위 교회의 백합 십자상

트리니다드의 성공회 교구의 팔의 외투는 여러 기독교 시각적 기호가 포함되어 있다.

백합 십자상은 영국 성공회 교회의 희귀한 상징이다. 그리스도는 백합에 십자가, 또는 공장을 들고 보여준다. 이 상징은 그리스도의 성모 영보와 그의 십자가에 못 박힘이 3월 25일 같은 날에 발생했다는 중세 신앙에서 유래했다.

## 무덤화
처음부터 기독교인들은 성경과 우화 그룹의 장면, 성도, 그리스도의 그림과 자신의 카타콤을 장식했다. 카타콤은 모든 기독교 예술의 요람이다. 초기 그리스도인들은 자신의 시간의 예술을 인정하고, 그들의 종교적인 발상을 표현하기 위해 가난하고 박해 받는 주민을 사용하기도 했다.

## 기독교 교회의 상징

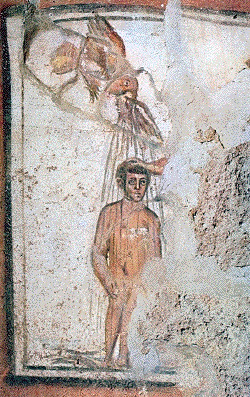
초기 기독교 미술의 세례.

### 성사
기독교 교회에서 가장 오래된 기호 중 일부는 교단마다 다를 수 있는 성사이다. 항상 성찬과 세례도 포함한다. 포함되거나 포함되지 않을 수 있는 다른 것으로는 성직서임, 병자성사, 견진성사, 보속과 혼배성사이다. 그것들은 함께 일반적으로 내적이며 영적인 은혜의 외적이며 시각적인 기호, 또는 로마 가톨릭 제도, "외부 간판과 은혜의 매체"로 설명된다.

### 이콘
초기 그리스도인의 무덤 그림은 이콘의 개발을 주도했다. 이콘은 인상, 그림, 또는 표현; 기호학에서와 같이, 의미, 표현하거나 유추하여 개체에 대하는 상징적인 의미가 비슷하다. 그러나 이콘의 사용은 반대가 없진 않았다. "교회 내의 인상에 대한 반대의 증거가 없는 한 4세기에서 8세기 사이는 없다"라고도 기록되었다. 비록 이콘의 허가 또는 비난은 아직 존재했지만, 이콘에 반대하는 체계적인 주장이 없었으므로, 이콘에 대한 대중적 인기는 계속 존재를 보장 받았다.

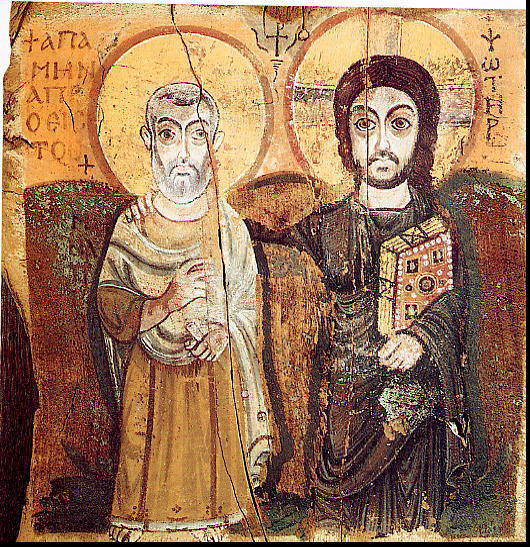
그리스도와 성 메나스. 6세기 이콘. (루브르 박물관)

## 같이 보기
- 기독기
- 십자와 관
- IHS (모노그램)
- INRI
- 어린 양
- 삼위일체의 방패 (또는 스쿠툼 피데이)
- 트레포일
- 트리퀘트라
- 기독교 미술
- 십자가
- 기독교 미술 속 성령
- 평화 기호
- 종교 상징주의
- 성인 상징학
- 사토르 마방진
- 기독교 악마학 속 상징과 상징주의
- 무문서
- 동물우의담
- 기독교 속 반상징주의